# بیمه رایانه
بیمه رایانه به گونه‌ای از خدمات بیمه اطلاق می‌گردد، که در آن رایانه، سخت‌افزار رایانه، نرم‌افزار، فایل‌ها یا داده‌ها، در برابر هرگونه آسیب یا خسارت، بیمه می‌شود.
مهم‌ترین ویژگی این بیمه سرشت غرامتی آن می‌باشد، که بیمه نباید منشاء پیدایش سود برای بیمه‌گذار گردد و بیمه‌گر فقط متعهد جبران خسارت وارده و پرداخت زیان مالی ناشی از حادثه به بیمه‌گذار می‌باشد. بیمه‌گذار زیان دیده نمی‌تواند خسارتی بیش از حد واقعی دریافت نموده و به لحاظ مالی وضعیتی بهتر از زمان قبل از خسارت را کسب نماید.